# Perdita gerardiae
Perdita gerardiae är en biart som beskrevs av Crawford 1932. Perdita gerardiae ingår i släktet Perdita och familjen grävbin. Inga underarter finns listade i Catalogue of Life.